# Paolo Marella
Paolo Marella (ur. 25 stycznia 1895 w Rzymie, zm. 15 października 1984) – włoski duchowny katolicki, kardynał, dyplomata watykański, archiprezbiter bazyliki św. Piotra.

## Życiorys
Po ukończeniu Papieskiego Seminarium Rzymskiego i Uniwersytetu Królewskiego otrzymał święcenia kapłańskie 23 lutego 1918 roku w Rzymie.
Po 3-letnim okresie pracy duszpasterskiej, został pracownikiem Kurii Rzymskiej, najpierw w Kongregacji Rozkrzewiania Wiary, a następnie w charakterze dyplomaty. W latach 1924 – 1933 był charge d`affairs delegatury apostolskiej w Stanach Zjednoczonych.
15 września 1933 roku Pius XII mianował go arcybiskupem tytularnym Doclei. W okresie 1933 – 1948 jako delegat apostolski w Tokio niestrudzenie zabiegał o rozwój miejscowych powołań oraz o możliwość prowadzenia akcji charytatywnej przez Stolicę Apostolską w celu niesienia pomocy ofiarom wojny, zwłaszcza jeńcom wojennym. 27 października 1948 roku został delegatem apostolskim w Australii, Nowej Zelandii i Oceanii, a 15 kwietnia 1953 roku nuncjuszem we Francji.
14 grudnia 1959 roku Jan XXIII kreował go kardynałem z kościołem tytularnym Sant'Andrea delle Fratte. Przed Soborem Watykańskim II został powołany do przewodniczenia Komisji przygotowawczej o biskupach i zarządzie diecezji, a następnie mającej tę samą nazwę Komisji soborowej. 14 sierpnia 1961 roku archiprezbiter bazyliki św. Piotra. W chwili ustanowienia Sekretariatu ds. Niechrześcijan Paweł VI powierzył mu kierownictwo tego urzędu. W latach 1968 – 1983 był przewodniczącym Fabryki Świętego Piotra. 8 lutego 1983 roku Jan Paweł II przyjął jego rezygnację z zajmowanych urzędów.
Zmarł w Rzymie, pochowano go na rzymskim cmentarzu w Campo Verano.